# Ацеторфін
Ацеторфін — потужний болезаспокійливий препарат, який у кілька тисяч разів сильніше, ніж морфій. Ацеторфін є похідним більш відомого опіату еторфіну, який використовується як дуже потужний ветеринарний болезаспокійливий і анестезуючий засіб.
Ацеторфін був розроблений з тією ж метою, що і еторфін безпосередньо, а саме, як сильний транквілізатор для великих тварин у ветеринарії. Однак, незважаючи на деякі переваги перед еторфіном (наприклад, менш отруйні побічні ефекти у жирафів), Ацеторфін широко ніколи не використовувався у ветеринарній справі.